# غريغوري باركس
غريغوري باركس (بالإنجليزية: Gregory Parkes)‏ هو كاهن كاثوليكي أمريكي، ولد في 2 أبريل 1964 في مينيولا في الولايات المتحدة.